# Landhaus Perle
Das Landhaus Perle steht im Paulsbergweg 32 im Stadtteil Zitzschewig der sächsischen Stadt Radebeul, innerhalb des Denkmalschutzgebiets Historische Weinberglandschaft Radebeul und direkt benachbart zum Herrenhaus Paulsberg.

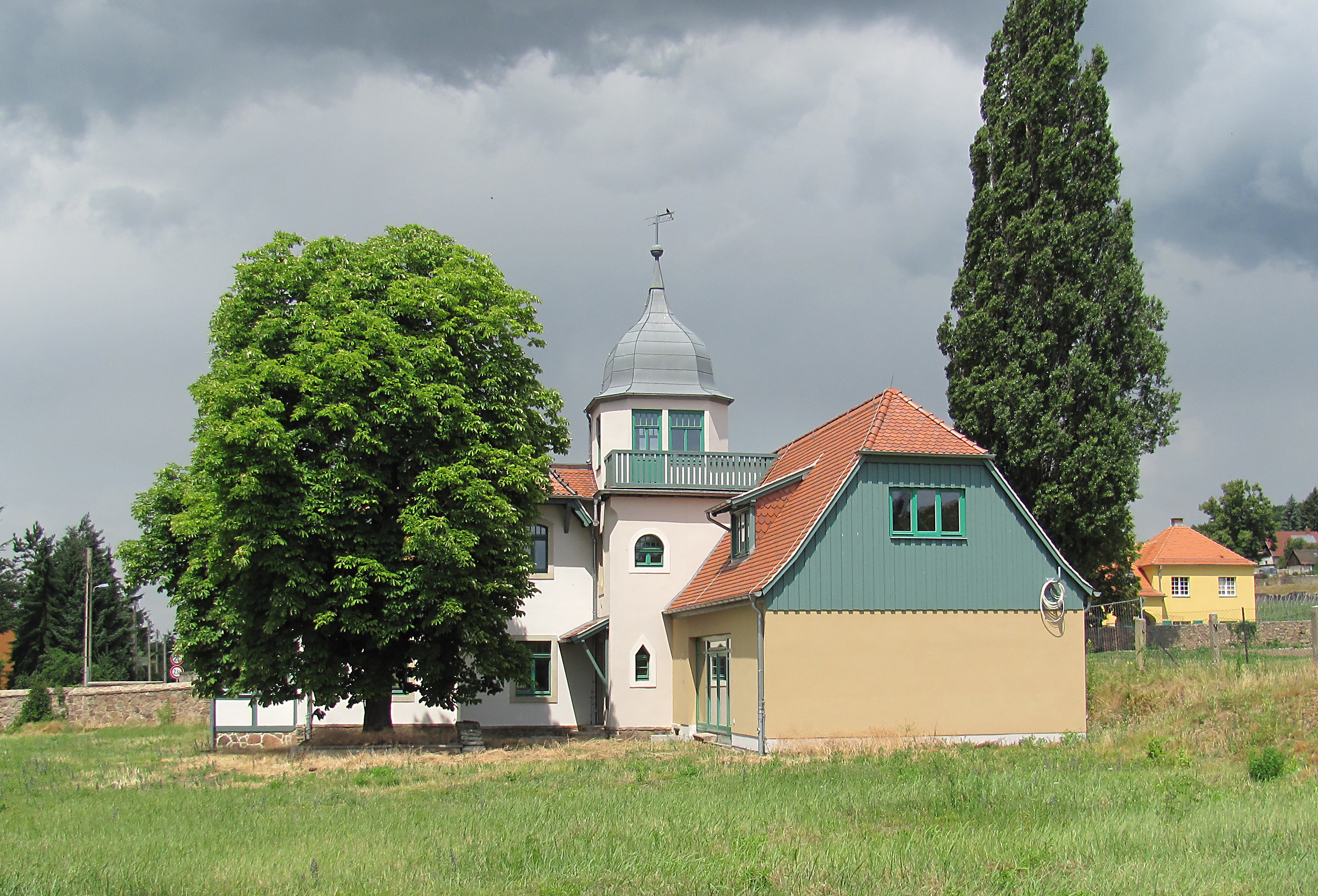
Landhaus Perle von Osten, rechts im Hintergrund der Paulsberg

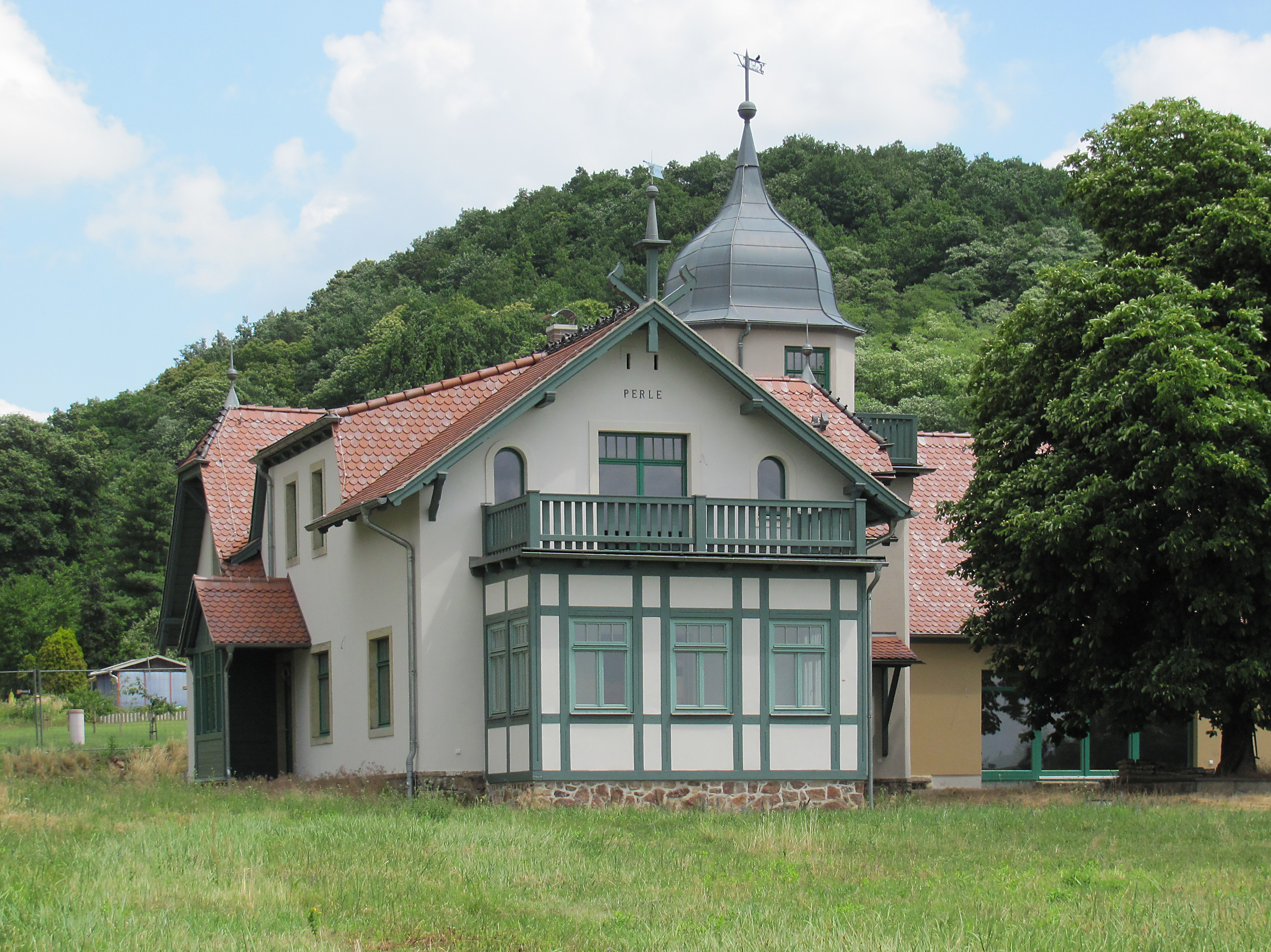
Landhaus Perle von Süden

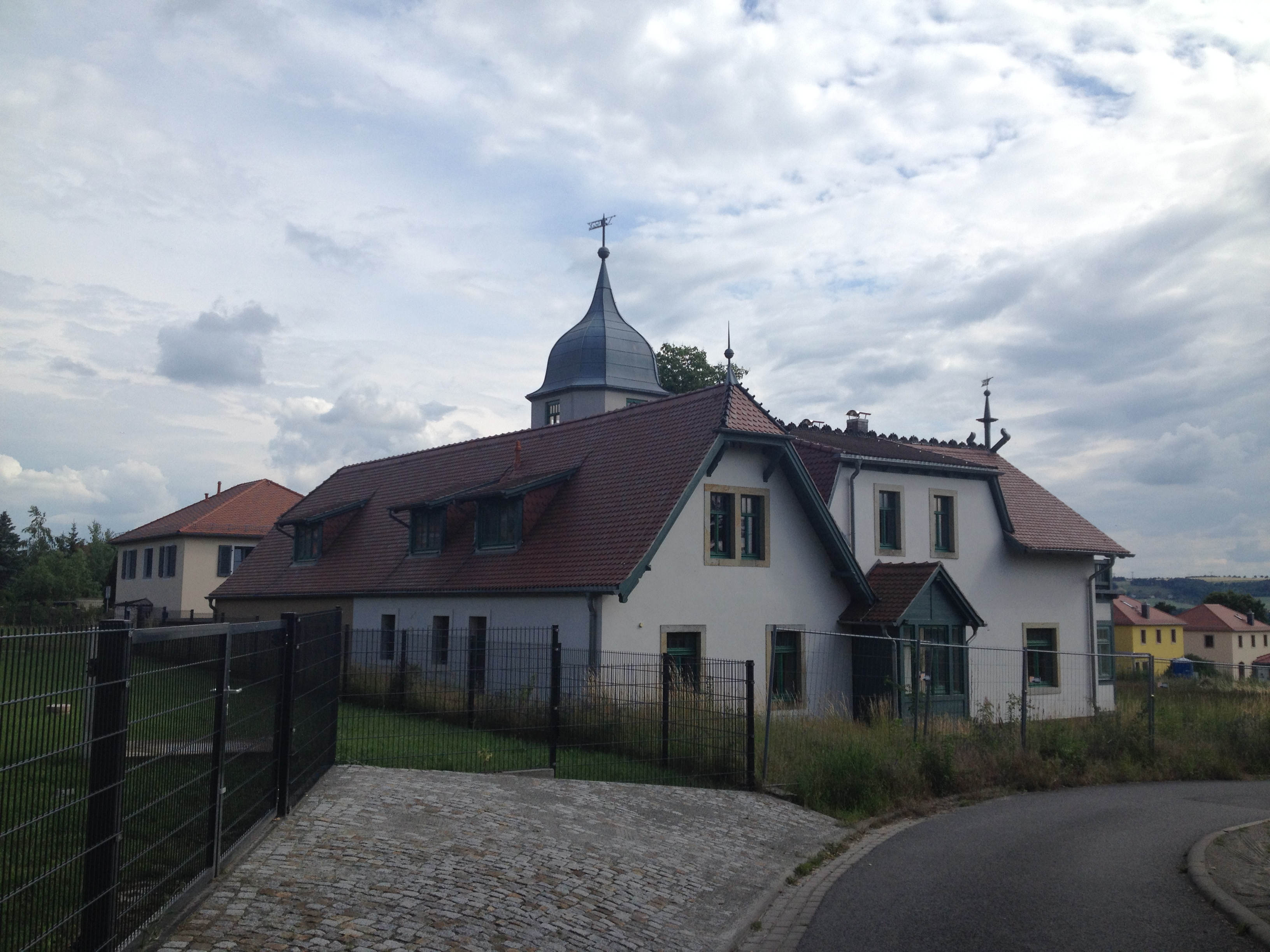
Landhaus Perle von Westen

## Beschreibung
Das um 1890 errichtete Landhaus mit Turm steht mit der Einfriedung unter Denkmalschutz. Das landhausartige Wohngebäude zeigt Anklänge an den Schweizerstil. Im rechten Winkel ist ein Wirtschaftsgebäude angesetzt, im Winkel zwischen beiden Gebäuden steht ein Turm mit abgefasten Ecken und mit einer achtseitigen, geschweiften Haube mit Knauf und Wetterfahne.
Die schlichten Putzbauten tragen Ziegeldächer, am Wirtschaftsgebäude als Krüppelwalmdach, das Landhaus mit Sparrengiebeln. Auf den Dachfirsten sitzen Zierziegel.